# (9282) Lucylim
(9282) Lucylim est un astéroïde de la ceinture principale.

## Description
(9282) Lucylim est un astéroïde de la ceinture principale. Il fut découvert le 6 mars 1981 à Siding Spring par Schelte J. Bus. Il présente une orbite caractérisée par un demi-grand axe de 2,17 UA, une excentricité de 0,18 et une inclinaison de 4,0° par rapport à l'écliptique.

## Compléments